# Ala, Laholms kommun
Ala är en småort i Laholms socken i Laholms kommun, Hallands län. Båda stavningarna "Ala" och "Ahla" förekommer. Stavningen Ala används av Lantmäteriet medan Ahla används på vägskyltar, skolans namn m m. 